# Col Outeniqua
Pour les articles homonymes, voir Outeniqua.
Le col Outeniqua, en anglais Outeniqua Pass, est un col de montagne routier dans la province du Cap-Occidental en Afrique du Sud. Il relie par les monts Outeniqua la ville d'Oudtshoorn (au nord, région du Petit Karoo) et la ville côtière de George (au sud). La route du col fut construite de 1943 à 1951.
Les monts Outeniqua sont également traversés par le col Robinson, le col Montagu et le col Attakwaskloof.

## Source
(en) Graham Ross, The Romance of Cape Montain Passes, Le Cap, David Philip, 2002, 224 p. (ISBN 978-0-86486-663-9) 